# Groveland (Massachusetts)
Groveland es un pueblo ubicado en el condado de Essex en el estado estadounidense de Massachusetts. En el Censo de 2010 tenía una población de 6.459 habitantes y una densidad poblacional de 265,36 personas por km².

## Geografía
Groveland se encuentra ubicado en las coordenadas 42°45′14″N 71°0′57″O / 42.75389, -71.01583. Según la Oficina del Censo de los Estados Unidos, Groveland tiene una superficie total de 24.34 km², de la cual 23.01 km² corresponden a tierra firme y (5.47%) 1.33 km² es agua.

## Demografía
Según el censo de 2010, había 6.459 personas residiendo en Groveland. La densidad de población era de 265,36 hab./km². De los 6.459 habitantes, Groveland estaba compuesto por el 97.38% blancos, el 0.48% eran afroamericanos, el 0.08% eran amerindios, el 0.91% eran asiáticos, el 0.03% eran isleños del Pacífico, el 0.26% eran de otras razas y el 0.85% pertenecían a dos o más razas. Del total de la población el 1.32% eran hispanos o latinos de cualquier raza.